# Limnobaris t-album
Limnobaris t-album är en skalbaggsart som först beskrevs av Carl von Linné 1758.  Limnobaris t-album ingår i släktet Limnobaris, och familjen vivlar. Arten är reproducerande i Sverige.

## Bildgalleri

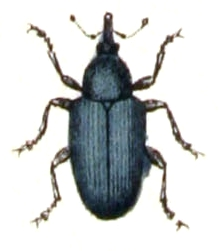
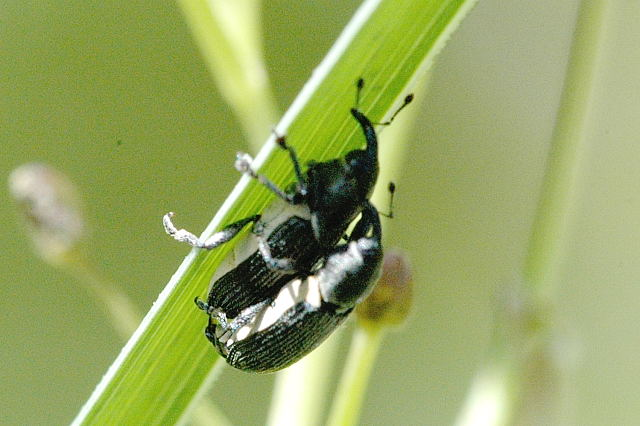
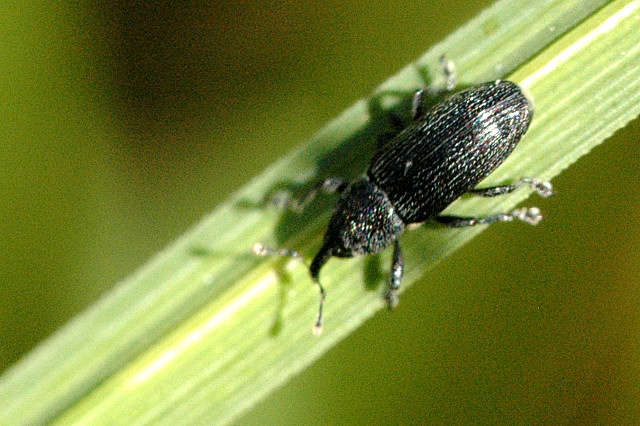